# Louis Kukenheim
Louis Kukenheim (* 22. September 1905 in Amsterdam; † 18. April 1972 in Leiden) war ein niederländischer Romanist.

## Leben

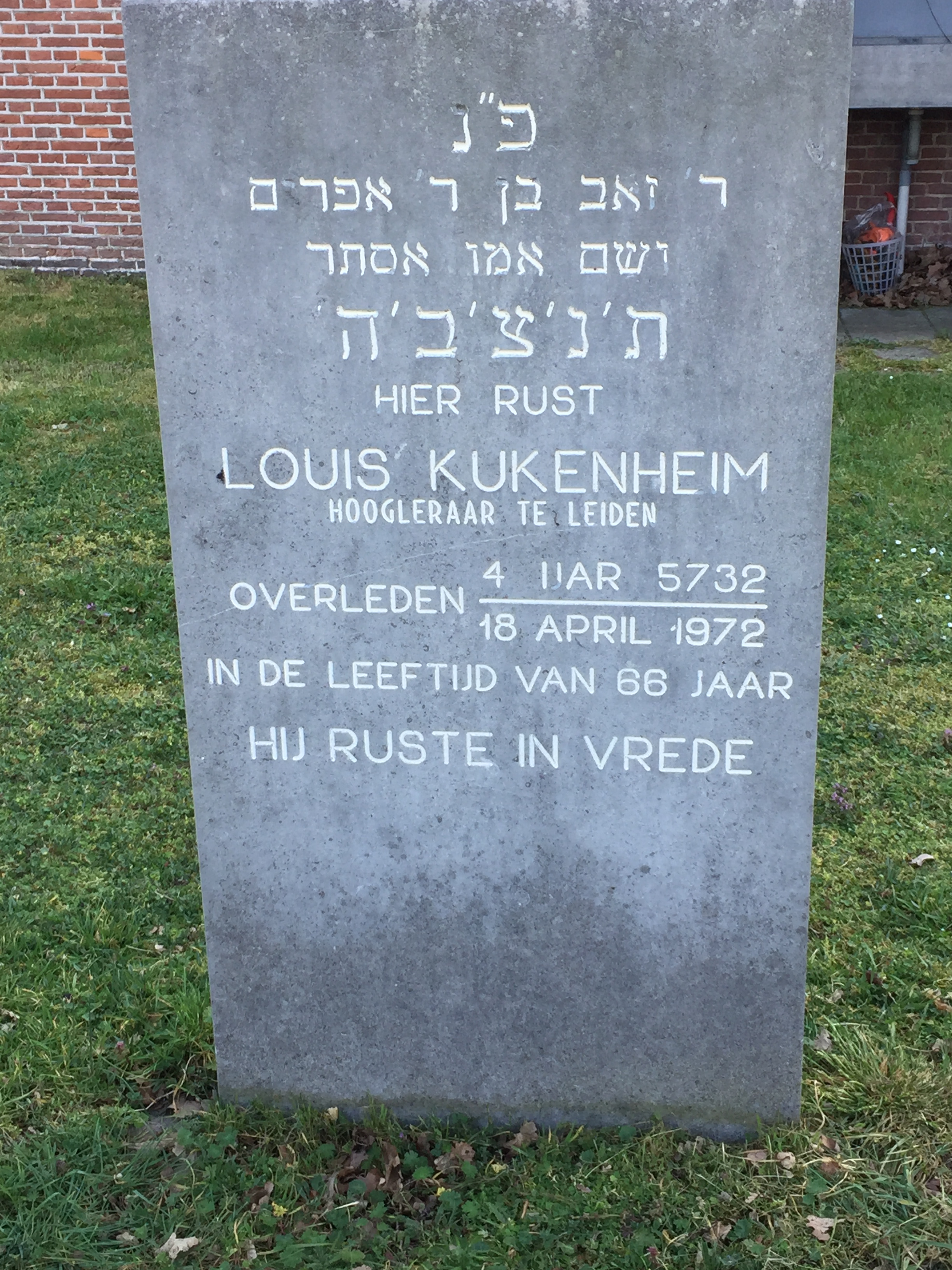
Grab (Katwijk)

Kukenheim stammte aus einer jüdischen Familie. Seine Eltern waren Ephraim Kukenheim (* 4. August 1863 in Amsterdam; † 31. Dezember 1942 in Westerbork) und dessen Frau Esther Koopal (* 22. Juli 1870 in Amsterdam; † 26. Januar 1945 in Auschwitz). Er besuchte die Höhere Bürgerschule in Amsterdam, wo er 1923 sein Abschlusszeugnis erhielt. 1924 absolvierte er sein A Examen in französischer Sprache, 1925 sein Staatsexamen B und 1926 sein Staatsexamen A. 1928 absolvierte er an der Universität von Amsterdam das Kandidatenexamen für romanische Sprache und Literatur, absolvierte 1930 cum laude sein Doktoralsexamen und promovierte 1932 mit der Arbeit Contributions à l'histoire de la grammaire italienne, espagnole et française à l'époque de la Renaissance bei Jean Jacques Salverda de Grave (* 19. März 1863 in Noordwijk-Binnen; † 22. März 1947 in Den Haag). 1938 legte Kukenheim sein Doktoralsexamen der klassischen Sprachen ab, mit dem Schwerpunkt auf Latein. Seine berufliche Karriere begann er 1930 als Lehrer in Haarlem, Amsterdam, Rotterdam und 1932 am Murmellius Gymnasium in Alkmaar. In der Zeit des Zweiten Weltkriegs dozierte er noch ein Jahr lang an der jüdischen Höheren Bürgerschule in Amsterdam und hielt sich drei Jahre in Leiden auf um der Judenverfolgung zu entgehen.
Danach war er wieder in Alkmaar tätig. Am 23. Juni 1951 wurde er auf die Professur der romanischen Literatur und Philosophie an die Universität Leiden berufen, welche Aufgabe er am 28. September mit der Rede Euphonie, Logique, Clarté, drie mythen van de Franse spraakkunst antrat. Kukenheim war im Akademiejahr 1968/69 auch Rektor der Alma Mater, wozu er zum 394. Jahrestag der Leidener Hochschule, am 7. Februar 1969, die Rektoratsrede Grammatica-linguïstiek-techniek – een drievoudig snoer wordt niet haast gebroken (Pred. 4:12) hielt. 1968 wurde er Vorsitzender der jüdischen Gemeinde in Leiden, er wurde Vorsitzender der Stiftung Keren Jaldenoe und Mitglied und Mitglied der Vereinigung für Jüdische Weltkriegspflegekinder. 1966 wurde er Ritter der Ehrenlegion, 1966 erhielt er den Prix de la langue francaise und wurde so Laureat de l'Academie Francaise und 1970 ernannt man ihn zum Kommandeur des Ordre des Palmes Académiques.
Kukenheim verheiratete sich 1945 mit Lucy Marie Gorter (* 21. September 1905 in Paris; † 19. Januar 1992 in Leiden), die Tochter des Evert Gorter (* 19. Februar 1881 in Utrecht; † 17. Februar 1954 in Leiden) und dessen erster Frau Jeannette Elisabeth Keijser (auch Keyser* 19. September 1879 in Amsterdam; † 27. Juni 1965). Aus der Ehe stammen die Söhne Eduard Everet Kukenheim (* 12. Februar 1947; † 27. August 2012 in Amsterdam) und Willem Samuel Kukenheim (* 1. Februar 1949 in Alkmaar).

## Werke
- Contributions à l'histoire de la grammaire grecque, latine et hébraïque à l'époque de la Renaissance. Leiden 1951
- Euphonie, logique, clarté. Drie Mythen van de Franse spraakkunst. Rede uitgesproken bij de aanvaarding van het ambt van gewoon Hoogleraar in de Romaanse Taal- en Letterkunde aan de Rijksuniversiteit te Leiden op 28 September 1951. Leiden 1951
- Guide de la littérature française du Moyen Age. (mit Henri Roussel), Leiden 1957, 1959, 1963 (deutsch: München 1968, 1973; Berlin Ost 1969)
- Esquisse historique de la linguistique française et de ses rapports avec la linguistique générale. Leiden 1962, 2. Auflage 1966
- Judeo-gallica ou gallo-judaïca ? Avec une bibliographie chronologique de 1750 à 1962. in: Neophilologus 47, 1963
- Grammaire historique de la langue française. 2 Bde., Leiden 1967–1968
- Grammatica, linguistiek, techniek. Rede uitgesproken op 7 februari 1969. Leiden 1969
- Rede, uitgesproken door de rector magnificus prof. dr. L. Kukenheim Ezn. bij de overdracht van het rectoraat aan prof. dr. J. Goslings op 1 sept. 1969. Leiden 1969